# جائزة كندا الكبرى 1969
جائزة كندا الكبرى 1969 هو سباق فورمولا 1 أقيم في أونتاريو، كندا. كان التاسع من أصل 11 في بطولة العالم لسباقات الفورمولا واحد موسم 1969. حلّ البلجيكي جاكي إيكس أولا بينما جاء الأسترالي جاك برابهام في المركز الثاني وحصل على المركز الثالث النمساوي يوخن ريندت.